# Eulasia arctos
Eulasia arctos là một loài bọ cánh cứng trong họ Glaphyridae. Loài này được Pallas miêu tả khoa học năm 1781.

## Hình ảnh

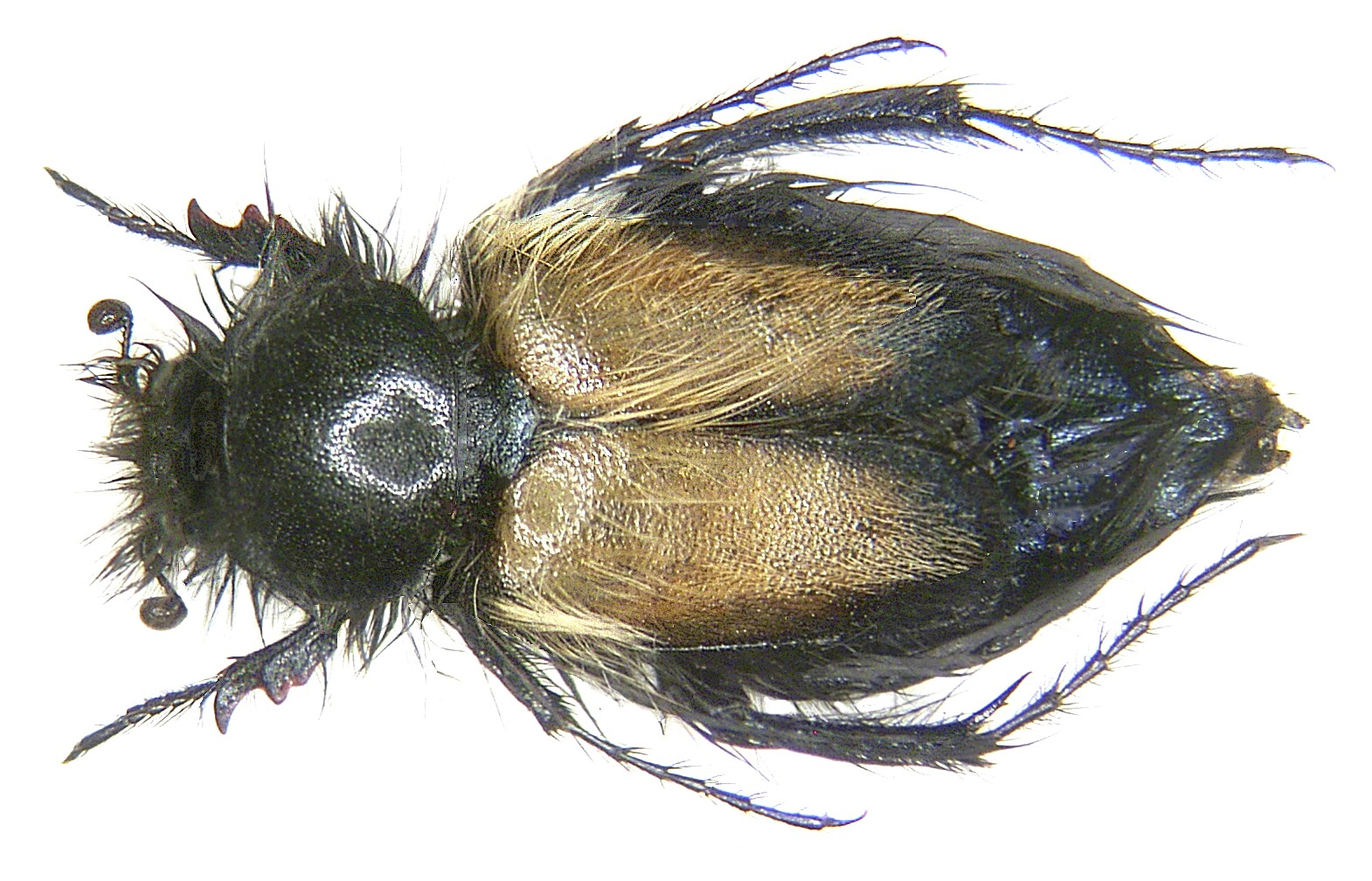